# Hishimonus aberrans
Hishimonus aberrans är en insektsart som beskrevs av Knight 1970. Hishimonus aberrans ingår i släktet Hishimonus och familjen dvärgstritar. Inga underarter finns listade i Catalogue of Life.